# Maria Hede
Maria Hede, född 1967, svensk författare, uppvuxen i Stockholm och Norrköping. Hennes fullständiga efternamn är numera Hede Eriksson, men som författare har hon hållit fast vid Hede.
Maria Hede debuterade 1987 med romanen Evelyn Spöke, som i dagboksform skildrar en anorektisk gymnasieflickas liv. Evelyn Spöke är förmodligen det av Hedes verk som fått störst genomslag. Boken har också översatts till flera språk, bland annat tyska, danska och norska. Romanen återkommer ständigt som litteraturtips i tidningsartiklar och internetfora med anknytning till anorexia.  Både romanen och den 19-åriga debutanten fick stor uppmärksamhet i medierna vid utgivningen. Hede, som kallade sig "litterär terrorist", utmärkte sig i intervjuer som frispråkig och självutlämnande. Hon engagerades som kolumnist i kvällspressen under en period.
Omkring 1989 var det meningen att Maria Hede skulle bli ny programledare för SVT:s Barnjournalen – ett uppdrag som hon dock hoppade av kort före premiärsändningen.
1994 kom faktaboken Det svåra valet – en bok om abort med Maria Hede som initiativtagare, redaktör och medförfattare. Övriga medverkande skribenter var journalisterna Nina Lekander och Mian Lodalen samt läkaren Nina Yderberg.
Maria Hede gav ut sin andra roman … och bli ett vackert lik 2000. Handlingen kretsar kring samma persongalleri som i debutromanen och utspelar sig omkring fem år senare. Gymnasieungdomarna har hunnit bli unga vuxna. Evelyn, som nu går en högre konstutbildning, har övervunnit anorexin. Men demonerna angriper i nya gestalter, och Evelyn sjunker långt ner i alkohol- och tablettmissbruk.